# Gerry Byrne
Gerald (Gerry) Byrne (Liverpool, 29 augustus 1938 – Wrexham, 28 november 2015) was een Engelse professionele voetbalspeler. Hij speelde gedurende zijn ganse carrière voor het Liverpool FC van Bill Shankly, en kwam tweemaal in actie in de Engelse nationale ploeg. Hij stond bekend als een harde linksback; zijn bijnaam was "the Crunch".

## Carrière

### Liverpool
Byrne speelde vanaf 1957 professioneel bij Liverpool, dat toen in de Engelse tweede divisie speelde. Met Liverpool won hij de titel in de tweede divisie in het seizoen 1961/62, en daarna tweemaal de titel in de Football League First Division, in 1963/64 en 1965/66. In 1965 was hij ook lid van het Liverpool-elftal dat voor het eerst de FA Cup won. Tijdens die finale op Wembley tegen Leeds brak hij zijn sleutelbeen al in de derde minuut van de wedstrijd, maar hij speelde de hele wedstrijd uit, inclusief verlenging (wissels waren toen nog niet toegestaan). Hij wist zijn kwetsuur te verbergen voor zijn tegenstanders en gaf zelfs de beslissende pass voor het eerste doelpunt van zijn aanvaller Roger Hunt. Hij speelde ook in de finale van de Europese Beker voor Bekerwinnaars in 1966, die Liverpool verloor van Borussia Dortmund.

### Engelse nationale ploeg
Byrne speelde een eerste maal voor de Engelse nationale ploeg in 1963 tegen Schotland. Manager Alf Ramsey nam hem op in zijn selectie van 22 spelers voor de eindronde van het wereldkampioenschap voetbal 1966, die Engeland won. Hij speelde met het nationale team in een voorbereidingsmatch tegen Noorwegen, die gewonnen werd met 6-1. Maar op zijn positie had hij concurrentie van Ray Wilson van Everton FC, die de voorkeur kreeg van Ramsey. Byrne bleef gedurende de ganse eindronde aan de zijlijn en speelde geen enkele minuut.

### Einde van de carrière
In de eerste wedstrijd van het seizoen 1966/67 tegen Leicester City blesseerde Byrne zich ernstig aan de knie. Hij probeerde nog terug te komen maar in 1969 moest hij een punt zetten achter zijn carrière. Hij speelde zijn laatste wedstrijd in april van dat jaar. In totaal speelde hij in 333 wedstrijden voor Liverpool, waarvan 274 in de Engelse competitie. Nadien was hij nog een poos lid van de trainingsstaf van Liverpool.

## Erelijst
Liverpool
- Football League First Division: 1963/64, 1965/66
- FA Cup: 1964/65
- FA Charity Shield: 1964, 1965, 1966
- Football League Second Division: 1961/62

 England
- Wereldkampioenschap voetbal: 1966